# Ivan II. od Monaka
Ivan II. (?, 1468. – ?, 11. listopada 1505.), monegaški gospodar od 1494. do svoje smrti, potomak dinastije Grimaldi. Bio je vrstan renesansni vladar, uspješan u politici koja je osiguravala stabilnost i prosperitet Monaka i vladarske obitelji. Uključivanje u sredozmenu trgovinu, donijelo je obitelji veliko bogatstvo i prestiž, a savezništvo s Kraljevinom Francuskom zaštitu, uz očuvanje neovisnosti.

## Životopis
Rodio se kao najstariji sin u obitelji monegaškog gospodara Lamberta († 1494.) i monegaške nasljednice Claudine († 1515.). Nastavio je očevu politiku očuvanja monegaške neovisnosti i vanjskopolitičke aktivnosti. Bio je energičan čovjek burnog karaktera, ali sposoban i vješt u diplomaciji.
Ivan II. je uživao zaštitu francuskog kralja Karla VIII. (1483. – 1498.), a zauzvrat je ratovao s kraljem u njegovim vojnim kampanjama protiv talijanskih država, osobito u Napulju, zbog čega je od kralja dobio brojne privilegije. Među tim povlasticama bile su dozvola zaštite brodova od pirata od čega je dobivao zaradu, uvoz pšenice i vina bez plaćanja poreza iz Provanse, a bio je imenovan i satnikom-generalom Riviere di Ponente i guvernerom Ventimiglije.
Visoki prihodi omogućili su mu obnovu dvoraca Mentonu i Roquebruneu, kao i glavne rezidencije na Monegaškoj stijeni u Monaku. Međutim, veliki uspjesi donijeli su mu neprijatelje, osobito u Marseillesu i Milanu.
Ubio ga je u noći 10. listopada 1505. godine, u nikada razjašnjenim okolnostima, mlađi brat Lucien, kojki ga je i naslijedio na prijestolju, budući da je Ivan II. sa suprugom Antonijom Savojskom imao samo kćer Mariju.

## Vanjske poveznice
- Ivan II., gospodar Monaka: desetljeće trijumfa koje završava tajnovito – hellomonaco.com (engl.)
- Gospodar Ivan II. od Monaka – madmonaco.blogspot.com (engl.)

| Prethodnik:             | Gospodar Monaka (1494. – 1505.) | Nasljednik:            |
| Lambert (1819. – 1841.) | Gospodar Monaka (1494. – 1505.) | Lucien (1505. – 1523.) |